# Escal·loniàcies
Les escal·loniàcies (Escalloniaceae) són una família de plantes angiospermes, l'única de l'ordre monotípic de les escal·lonials (Escalloniales), dins del clade de les campanúlides, un subclade de les astèrides. Conté unes 150 espècies, agrupades en vuit gèneres, cinc de monotípics, on destaquen Polyosma amb més de cent espècies i Escallonia amb una quarantena.
La distribució és en climes de temperats a tropicals, principalment a Amèrica del Sud i Australàsia.

## Descripció
Són arbusts, sub-arbusts o arbres, rarament plantes herbàcies. Les fulles són simples, peciolades, acostumen a tenir el marge crenat, serrat o dentat i es disposen de manera alternada, oposada o en verticils. Les flors són hermafrodites i s'agrupen en inflorescències cimoses o racemoses. El fruit és una càpsula o una baia.

## Taxonomia
Aquesta família va ser publicada vàlidament per primer cop l'any 1829 a l'obra Analyse des Familles de Plantes: avec l'indication des principaux genres qui s'y rattachent pel botànic francès Barthélemy Charles Joseph Dumortier (1797-1878), atribuint-la al botànic escocès Robert Brown (1773-1858).

### Gèneres
Dins d'aquesta família es reconeixen els 8 gèneres següents:
- Anopterus Labill.
- Eremosyne Endl.
- Escallonia Mutis ex L.f.
- Forgesia Comm. ex Juss.
- Polyosma Blume
- Rayenia Menegoz & A.E.Villarroel
- Tribeles Phil.
- Valdivia J.Rémy

### Història taxonòmica
Quan va ser publicada l'any 1829, la circumscripció de la família comprenia els gèneres Escallonia, Anopterus i Itea, aquest darrer avui dia és a la família de les iteàcies (Iteaceae).
A algunes classificacions antigues clàssiques, com ara el sistema Cronquist (1981), no va ser reconeguda, els seus gèneres actuals eren a famílies de l'ordre de les rosals. En canvi, a d'altres com el sistema Takhtadjan (1997), va ser reconeguda com a part de l'ordre Hydrangeales, dins del superordre Cornanae que feia part de la subclasse Cornidae.
A la primera versió del sistema de classificació APG (1998) es va reconèixer la família de les escal·loniàcies, però no va ser ubicada dins de cap ordre concret sinó dins el clade anomenat euasterids II, un subclade de les astèrides. A la segona versió d'aquest sistema de classificació filogenètica, APG II (2003), va continuar la mateixa situació, tampoc no va ser inclosa a cap ordre. A la tercera versió, APG III (2009) es va determinar que els gèneres de les Escalloniaceae, Eremosynaceae, Polyosmaceae i Tribelaceae formaven clarament un clade, que es va reconèixer donant l'actual família de les escal·loniàcies (Escalloniaceae), al mateix temps va ser assignada al seu propi ordre, el de les escal·lonials (Escalloniales), que van ser ubicades al clade de les campanúlides (campanulids), fins llavors anomenat euasterids II.